# サニーリン
サニーリン（Sunny Lin, 林采緹、1990年7月22日 - ）は、台湾のタレント。

## 略歴・人物
1990年、マカオ生まれ。12歳のときに両親の仕事に伴い台湾へ移住し、18歳より台湾でモデル、タレントとして活動を開始。
2011年、漫画『ONE PIECE』に登場するキャラクター「ボア・ハンコック」のコスプレでネットで話題になる。
2012年、「週刊プレイボーイ」にて日本デビュー。

## 雑誌
- 2012年 5月7日（月）集英社：「週刊プレイボーイ」
- 2012年5月8日（火）東京スポーツ：「東スポ」　/　東京スポーツＷＥＢ：「東スポ＠チャンネル」
- 2012年Color★Para MAGAZINE
- 2013年 7月29日（月）集英社：「週刊プレイボーイ」

## ラジオ
- InterFM「76Records」

## テレビ
- フジテレビ「めざましテレビ」